# جون فان لوتام
جون فان لوتام (بالهولندية: John van Lottum) مواليد 10 أبريل 1976 في أنتاناناريفو، هو لاعب كرة مضرب هولندي سابق بدأ مسيرته كمحترف سنة 1994 وكان يلعب باليد اليمنى، اعتزل اللعب في 2007. أعلى تصنيف له في الفردي كان المركز الـ 62 في سنة 1999.

## روابط خارجية
- جون فان لوتام على موقع رابطة محترفي التنس (الإنجليزية)
- جون فان لوتام على موقع الاتحاد الدولي لكرة المضرب (الإنجليزية)
- جون فان لوتام على موقع كأس ديفيز (الإنجليزية)
- جون فان لوتام على موقع خلاصة التنس.كوم (الإنجليزية)